# Leticie
Leticie je jméno odvozené z latinského pozdravu laetitia radost, veselost, rozkoš. Laetitia je jméno římské bohyně veselí. Její jméno je odvozeno z kořene slova laeta, což znamená šťastný.

## Domácké podoby
Letty, Leticia, Ticia, Tia, Titia, Tiša

## Významné osoby
Jméno Leticie nosí více různých osob:
- Laetitia (bohyně) - římská bohyně veselí
- Leticia Calderón - mexická herečka španělského původu
- Laetitia Casta (* 1978) – francouzská modelka a herečka
- Letitia Dunbar-Harrison - irská knihovnice
- Letitia Chitty - britská letecká inženýrka
- Letitia James - americká politička
- Laetitia Masson (* 1966) – francouzská filmová režisérka
- Laetitia Ramolino (1750–1836) – matka Napoleona Bonaparte